# سجون العقل العربي
كتاب سجون العقل العربي يركز الضوء على ثلاث سجون يسيطرون على عقلية الإنسان العربي، فالسجن الأول هو التفسير الماضوي المُتحجر المُناقض لحقائق العلم والتقدم والمدنية للدين، و السجن الثاني هو الثقافة معدومة الصلة بالعلم والعالم المعاصر والتي نتجت عن التاريخ العربي وجغرافيا الجزيرة العربية السياسية ثم بعد ذلك (وهو الأهم) مؤسسات وبرامج تعليمية لا تُرسخ قيم المدنية والتقدم و الإنسانية إنما تُرسخ كل ما هو مناقض ومضاد لكل القيم، أما السجن الثالث فهو إشكالية فلسفية واقعة بين هذا العقل ومفهوم المعاصرة والتقدم تجعله رافضاً لها، بل ويراها كغزو ثقافي لقلعته الفكرية وموروثه الحضاري والثقافي.